# Харьковский мост
Харьковский мост — мост через реку Харьков в городе Харьков, Украина. Расположен в створе проспекта Героев Харькова. Выполняет важную транспортную функцию связи центра с восточными районами города. Начиная с XVIII в. многократно перестраивался. 

## История

### XVIII век
Точная дата строительства первого моста на реке Харьков неизвестна. В 1760 году жителям 2-й харьковской сотни было поручено или исправить Молчановскую плотину, или же построить мост, расположив его ниже по течению. Точных сведений, какие работы производились, нет, и по данным 1767 года в то время на реке были лишь две плотины и ни одного моста. Весной того же года сильным половодьем обе плотины были разрушены и через реку приходилось переезжать на пароме. И только с 1770 года появляются первые письменные свидетельства существования моста на реке Харьков: факт строительства моста отражён в журналах Харьковской губернской канцелярии. Мост строился для военных целей, по указанию генерала Петра Ивановича Панина, который хотел, чтобы войска, которые должны были прибыть к Харькову к 20 сентября, могли легко и быстро переправиться через реку в любую погоду. К строительству по «мостовой повинности» привлекались работники из Харьковского, Хотомлянского и Липецкого коммисарств. Работы были тяжёлые, людей мало, сменялись они редко, наблюдались проблемы с продовольствием, так что работники часто убегали при первой же возможности. Строительный лес свозился с близлежащих территорий, но с его заготовкой и доставкой также были проблемы. Чтобы успеть к сроку, пришлось привлечь строителей из Мерефянского, Ольшанского и Валковского коммисарств.
Построенный деревянный мост приходилось ежегодно чинить, причём поначалу это было повинностью горожан, что приводило к низкому качеству выполнения ремонтных работ. В 1783 году возникло предложение заменить мост каменным. Архитектором Ярославским была составлен проект и смета. Были отданы распоряжения о начале заготовки леса и камня, о проведении берегоукрепительных работ с весны следующего года, однако из-за неудачного опыта строительства каменного моста через реку Лопань, в 1784 г. работы было решено отложить, а потом данный проект был и вовсе отменён. Сильным наводнением 26—29 марта 1785 года существующий мост был повреждён: поток воды снёс контрфорсы, подмыл основания моста в результате чего вся конструкция осела. В 1787 году был построен новый, но пока все ещё деревянный мост. За его строительством следил городской староста Ченцов и мещанин Янковский. В 1792 году проводился капитальный ремонт этого моста.

### XIX—XX века
При генерал-губернаторе Долгорукове в первой половине 1840-х гг. был составлен план работ по берегоукреплению и была проведена часть работ. Возле Харьковского моста правый берег был укреплён сваями, но они вскоре были разрушены в одно из половодий. Набережные же планировалось отсыпать из навоза, что и было сделано в районе Лопанского моста, несмотря на то, что такие набережные смывали весенние разливы, загрязняя реку разбухшим навозом. В 1847 году работы были прерваны из-за смерти губернатора.
Следующий генерал-губернатор Кокошкин в конце 1840-х — первой половине 1850-х гг. продолжил работы по укреплению берегов, так как с каждым годом при половодьях в районе Харьковского моста подмывался правый берег и существовала вероятность появления нового рукава реки. Первоначально планировалось выравнять 125 саженей правого берега, отсыпать откос, выложить его крупным булыжником и забить круглые деревянные сваи. А по левому берегу на протяжении 60 саженей планировали отсыпать земельную набережную, выложив откос дёрном. Мост же предлагалось построить новый, причём не за счёт города, а за счёт земства. Новый мост был построен, берегоукрепительные работы велись активно, первоначальные планы корректировались в сторону увеличения объёмов работ, но весенние разливы реки всё равно периодически затапливали левый берег, отрезая Старомосковскую улицу от центра города.
Деревянные мосты требовали ежегодной починки, что привело к активному строительству каменных и железных мостов на харьковских реках в конце XIX века. В 1901 году взамен деревянного был построен новый железный Харьковский мост на каменных опорах. Строительство обошлось в 172 тысячи рублей.
C 1883 по 1919 гг. по мосту проходила линия конки. С 23 октября 1923 года пущен трамвай. В годы Великой Отечественной войны мост и трамвайные пути пострадали, но после освобождения города уже 30 августа 1943 года было восстановлено движение трамваев по мосту. 14 августа 1948 года открыта троллейбусная линия.

### Современный мост
К 300-летию воссоединения Украины и России в 1954 году было завершено строительство нового моста (архитектор А. В. Межеровский). Мост выполнен из железобетона и украшен скульптурным группами на гранитных постаментах, расположенных на западном берегу (скульптор М. Ф. Овсянкин). Северная из них символизирует единство украинского и русского народов — русский и украинский мужики, взявшиеся за руки. Перила и осветительные столбы отлиты из чугуна. Мост расположен невысоко над водой, имеет две дополнительные опоры на реке. По мосту осуществляется двухстороннее движение автотранспорта по четырёхполосной асфальтированной дороге. Посередине моста проложены трамвайные пути, также проведена троллейбусная линия.

## Интересные факты
- В 1837 году в ожидании проезда императорской семьи через мост было решено улучшить открывавшийся непривлекательный вид на расположенные ниже по течению две Барабашовские водяные мельницы, на месте которых позже был построен Кузнечный мост. Мельницы были закрыты большим дощатым щитом, оформленным в виде замка с триумфальными воротами[5].
- В 1920 году в реке Харьков поймали последнюю стерлядь (под Харьковским мостом), в 1938 — последнюю миногу[6].